# Трын-трава
«Трын-трава» — советская трагикомедия кинорежиссёра Сергея Никоненко, снятая в 1976 году. Премьера фильма состоялась 15 октября 1976 года.

## Сюжет
Непросто живётся механизатору Степану Калашникову со своей любимой женой Лидией. Лидия любит помечтать среди подсолнухов, а Степану кажется, что она мечтает о принце, но никак не о «муже-труженике». Степан скандалит, уходит из дома, но всегда возвращается.
Во время очередного такого скандала в колхоз приезжает студент-биолог Вадим. Его возмущает отношение Степана к жене. Вадим берёт Лидию под свою опеку. Он читает ей стихи, рассказывает интересные факты из жизни насекомых, а также убеждает, что она не должна терпеть грубое поведение мужа.
В конце концов, по просьбе председателя колхоза, Вадим уезжает. Но Лидия уже привыкла к нему и едет вслед за ним в город. В институтском общежитии Вадим объясняется с Лидией. На следующий день Лидия возвращается в своё село. На пароме её встречает верный муж Степан.

## В ролях
- Сергей Никоненко — Степан Игнатьевич Калашников
- Лидия Федосеева-Шукшина — Лидия Васильевна Калашникова
- Николай Бурляев — Вадим Горячев, студент-биолог
- Евгений Шутов — председатель колхоза «Заря» Жорж Жоржевич
- Александр Пятков — Виктор, помощник Степана Калашникова
- Лариса Удовиченко — невеста Виктора
- Алексей Ванин — председатель райкома Александр Захарович
- Светлана Харитонова — Карповна, квартирная хозяйка студента Вадима
- Мария Виноградова — Паконя, соседка Степана и Лидии Калашниковых
- Виктор Уральский — Федька, житель села
- Игорь Безяев — Максимыч
- Екатерина Воронина — работница «Дома колхозника»
- Олег Савосин — человек на вокзале
- Клавдия Хабарова — эпизод

## Съёмочная группа
- Режиссёр — Сергей Никоненко
- Сценарист — Виктор Мережко
- Операторы — Михаил Агранович, Владимир Захарчук
- Художник — Ирина Шретер
- Композитор — Владимир Мартынов
- Дирижёр — Юрий Николаевский
- Директоры картины — Карлен Агаджанов, Владимир Киршон